# دوشنبه عید پاک

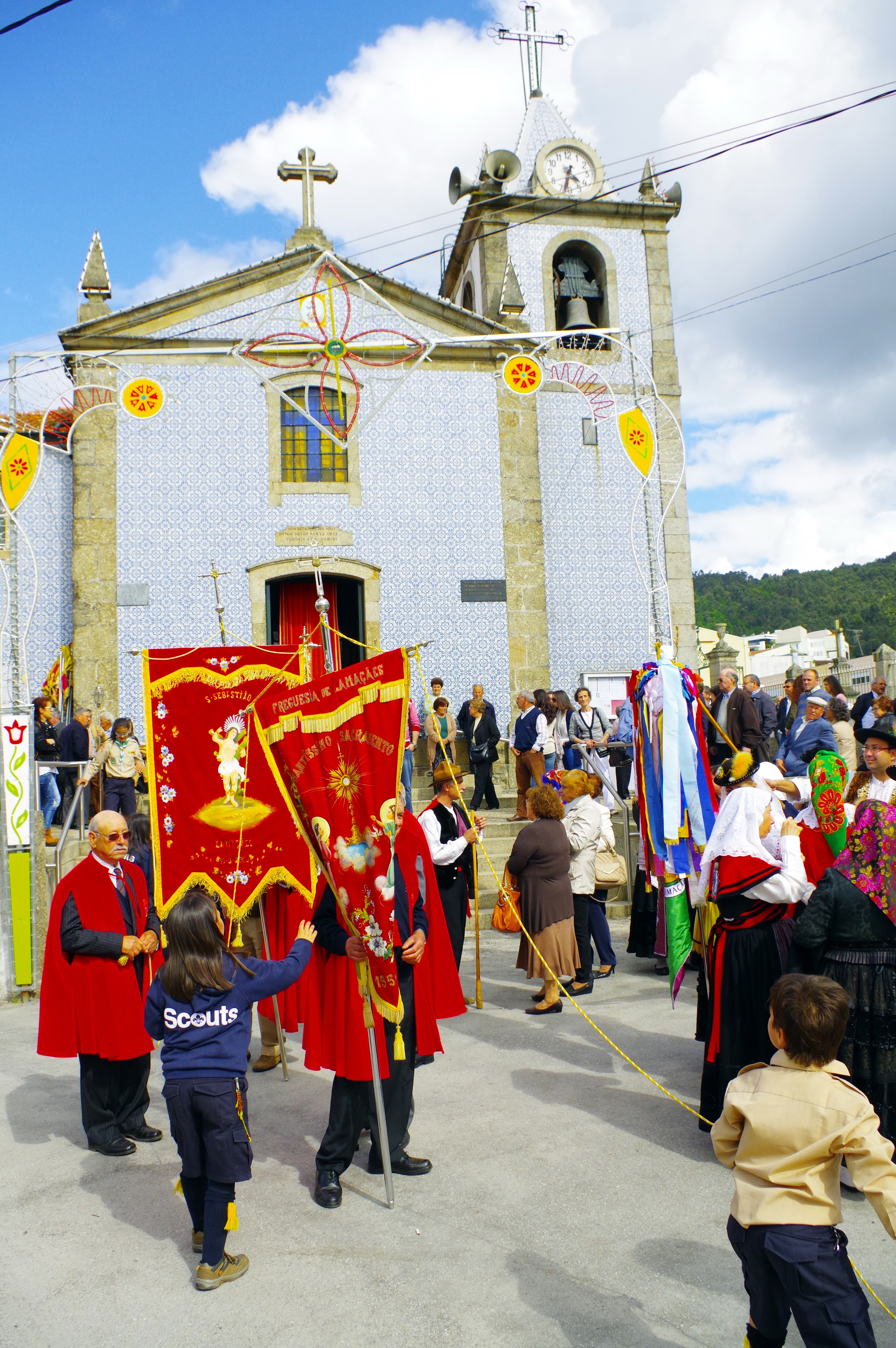
دوشنبه عید پاک در پرتغال

دوشنبه عید پاک دومین روز عید پاک و در برخی کشورها تعطیل رسمی است. در مسیحیت غربی، دومین روز از هشت روز عید پاک است. در مسیحیت شرقی این دومین روز از هفته روشن است.